# 阿盧山 (埃塞俄比亞)
阿盧山（Alu）是一座位於衣索比亞的火山裂縫口。這些裂縫產生了矽質熔岩流，而火山南部的其他裂縫則是巨大的年輕玄武岩熔岩流的源頭，這些熔岩流向北擴展，一直到巴基里湖。在平行的斷層上有主要的熔岩活動，有些有100米的隆起。
阿盧山、爾塔阿雷火山、塔特阿利山和其他衣索比亞高原地區一起被稱為達納基爾阿爾卑斯山。